# ألكسندر كوفيليير
ألكسندر كوفيليير (بالفرنسية: Alexandre Cuvillier)‏ (مواليد 17 يونيو 1986 في كوك - فرنسا) لاعب كرة قدم فرنسي يلعب حاليا لصالح نادي الدرجة الأولى بولوني الفرنسي منذ 2008 في مركز الوسط المحوري . .

## روابط خارجية
- ألكسندر كوفيليير على موقع قاعدة بيانات كرة القدم.إي يو (الإنجليزية)
- ألكسندر كوفيليير على موقع ليكيب (الفرنسية)
- ألكسندر كوفيليير على موقع Soccerway.com (الإنجليزية)
- ألكسندر كوفيليير على موقع كووورة